# New Money
New Money es una película nigeriana de 2018 dirigida por Tope Oshin. Lanzada en marzo de 2018, está protagonizada por Jemima Osunde, Kate Henshaw, Blossom Chukwujekwu y  Dakore Akande.

## Sinopsis
Toun es una vendedora de 23 años que sueña con convertirse en diseñadora de moda. Inesperadamente recibe una herencia de su padre ausente.
Tras enterarse de que su madre, Fatima (Kate Henshaw) estuvo legalmente casada con su padre, Ifeanyi, aunque debido a la fuerte oposición de su familia, el matrimonio fue anulado y él se volvió a casar, esta vez con Ebube (Dakore Akande), pero nunca tuvieron hijos juntos, Toun ignora a su madre y empieza una vida de lujo amenazada por su tío, Chuka (Wale Ojo) y su hijo, Patrick (Adeolu Adefarasin).

## Elenco
- Jemima Osunde como Toun
- Blossom Chukwujekwu como Joseph
- Kate Henshaw como Fatima
- Dakore Akande como Ebube
- Wale Ojo como Chuka
- Wofai Fada como Binta
- Adeolu Adefarasin como Patrick
- Osas Ighodaro como Angela
- Daniel Etim Effiong como Ganiyu Osamede
- Falz como Quam
- Kalu Ikeagwu como Ifeanyi
- Femi Branch
- Bikiya Graham-Douglas
- Rita Edwards como gerente
- Yolanda Okereke

## Lanzamiento
Se estrenó en Imax Cinema en Lekki, estado de Lagos por Inkblot Productions y FilmOne Distributions el 23 de marzo de 2018.

## Recepción
Recibió reseñas mixtas de los críticos de cine. Nollywood Reinvented la refirió como "similar a Disney", destacando la falta de profundidad en la historia, así como la saturación de la música popular. Sin embargo, elogió las actuaciones. Ife Olujuyigbe de True Nollywood Stories (TNS) elogió la película por el reparto, selección musical y diálogo, pero la criticó por tener "un final bastante plano y un póster que pide originalidad". En general, la calificó con un 80%. Ayomide Crit elogió la narración, producción y reparto, pero dijo que carecía de suficiente profundidad. Chidumga Izuzu de Pulse Nigeria elogió la actuación de Jemima Osunde al interpretar al personaje de Toun. También la química entre los personajes, pero afirmó que la película no es tan intensa como los trabajos anteriores de la directora Oshin.

## Secuela
En 2020 se filmó una secuela titulada Quam's Money. La historia sigue lo que sucede cuando un guardia de seguridad (Quam) de repente se convierte en multimillonario. El nuevo elenco fue confirmado por Falz, Toni Tones, Jemima Osunde, Blossom Chukwujekwu y Nse Ikpe-Etim.